# 우주전함 야마토 파이널
우주전함 야마토 파이널(宇宙戦艦ヤマト・完結編 Final Yamato, Space Battleship Yamato the Final Battle)은 일본에서 제작된 마스다 토시오 감독의 1983년 애니메이션, SF 영화이다. 토미야마 케이 등이 주연으로 출연하였고 니시자키 요시노부 등이 제작에 참여하였다.

## 출연

### 주연
- 토미야마 케이
- 아사가미 요코

### 조연
- 나야 고로
- 사사키 이사오
- 나카무라 슈세이
- 아오노 다케시
- 노무라 신지
- 야스하라 요시토
- 하야시 카즈오
- 나가이 이치로
- 오가타 켄이치
- 후루야 토오루
- 테라시마 미키오
- 카미야 아키라
- 이부 마사토
- 코바야시 오사무
- 이시다 타로
- 츠카야마 마사네
- 이쿠라 카즈에
- 나야 로쿠로
- 타지마 레이코
- 나카다이 타츠야
- 미즈시마 유

## 제작진
- 미술: 카츠마타 게키